# Gepanzerte Kampftruppen
Gepanzerte Kampftruppen waren im deutschen Heer ein Truppengattungsverbund, der aus folgenden Truppengattungen bestand:
- Panzertruppe
- Panzergrenadiertruppe (bis 1995 Teil der Infanterie)
- Panzeraufklärungstruppe
- Panzerjägertruppe

Die gepanzerten Kampftruppen bildeten also in Abgrenzung zur Infanterie (Fallschirmjäger, Gebirgsjäger und Jäger; bis 1995 auch Panzergrenadiere) den gepanzerten und voll mechanisierten Kern der Kampftruppen. Federführend zuständig für die Weiterentwicklung und Ausbildung dieses Truppengattungsverbandes waren zuletzt die Panzertruppenschule und der General der Panzertruppen (damals auch genannt General der Gepanzerten Kampftruppen). Die Panzerjägertruppe wurde 2006 aufgelöst. Die Panzeraufklärungstruppe ging 2008 in der Heeresaufklärungstruppe auf. Diese verfügt bereits vor 2008 im Vorgriff auf diese Neuausrichtung über keine Kampf- oder Schützenpanzer mehr und wird heute zu den Einsatz- und Führungsunterstützungstruppen gezählt. Daher entschloss sich das Heer die gepanzerten Kampftruppen bereits 2005 im Vorgriff auf die kommenden Umgliederungen in Panzertruppen (Plural!) umzubenennen. Die Panzertruppen bestehen heute aus den Panzergrenadieren und der Panzertruppe.